# Hrabstwo Garvin

Piramida wieku mieszkańców hrabstwa Garvin

Garvin – hrabstwo w stanie Oklahoma w USA. Założone w 1907 roku. Populacja liczy 21 210 mieszkańców (stan według spisu z 2000 roku).
Powierzchnia hrabstwa to 2107 km² (w tym 16 km² stanowią wody). Gęstość zaludnienia wynosi 13 osoby/km².
Nazwa hrabstwa pochodzi od nazwiska Samuela Garvina - indianina ze szczepu Chickasawów.

## Miasta
- Elmore City
- Erin Springs
- Foster
- Katie
- Lindsay
- Maysville
- Paoli
- Pauls Valley
- Stratford
- Wynnewood